# 宮里秀徳
宮里 秀徳（みやざと しゅうとく、1889年12月4日 - 1952年6月7日）は、日本の海軍軍人。戦艦大和の初代艦長兼艤装員長。大和の海上公試を指揮した。最終階級は海軍中将。竣工前の昭和16年9月5日に初代艦長となるものの、翌月に少将に進級、11月1日に呉鎮守府付となって異動。12月16日の竣工前の退艦であるため宮里を艦長としていない文献も多いが、海軍歴史保存会刊行の『日本海軍史』などには明確に艦長着任の履歴が記載されている。

## 経歴
鹿児島県出身。宮里正助・仲子の息子として生まれる。1912年（明治45年）7月、海軍兵学校（40期）を卒業。翌年12月、海軍少尉任官。その後、海軍大学校（航海学生）で学んだ。
1920年（大正9年）12月、「駒橋」航海長となり、「韓崎」航海長、「隠戸」艤装員、同航海長、「野間」「多摩」の各航海長、海兵教官兼監事を歴任。1925年（大正14年）12月、海軍少佐に昇進。
1927年（昭和2年）4月、「衣笠」艤装員となり、同航海長、横須賀鎮守府付、「加賀」航海長を経て、1930年（昭和5年）12月、海軍中佐に進級し「陸奥」航海長に就任。1931年（昭和6年）5月、海兵教官兼監事となり、「平戸」「青葉」の各副長、「大泊」特務艦長を歴任。1935年（昭和10年）11月、海軍大佐に昇進し海軍航海学校教官に就任。
1937年（昭和12年）9月、第1港務部部員に転じ、軍令部出仕兼第3艦隊司令部付兼第1港務部部員、「夕張」「那珂」の各艦長、連合艦隊司令部付兼第1艦隊司令部付兼第2艦隊司令部付、「香取」艤装員長、兼「鹿島」艤装員長、「明石」特務艦長を歴任。
1940年（昭和15年）7月、艦政本部出仕となり、呉鎮守府付を経て、1941年（昭和16年）9月25日、「大和」初代艦長兼艤装員長に就任した。同10月、海軍少将に進級し、翌月、呉鎮守府出仕、そして呉人事部長兼呉鎮守府人事長に転じ太平洋戦争を迎えた。
1943年（昭和18年）3月、第11特別工作部長に就任し、1944年（昭和19年）10月、海軍中将に進んだ。同年12月、船舶救難本部長に就任し、船舶警戒部長として終戦を迎えた。1945年（昭和20年）9月、予備役編入となった。
1947年（昭和22年）11月、公職追放の仮指定を受けた。

## 栄典
- 1914年（大正3年）1月30日 - 正八位[2]
- 1916年（大正5年）1月21日 - 従七位[3]